# Зоряні війни: Рух опору
«Зоряні війни: Рух опору» (англ. «Star Wars Resistance») — науково-фантастичний американський анімаційний телесеріал виробництва кінокомпанії «Lucasfilm». Є спадкоємцем серіалу «Зоряні війни: Повстанці». Прем'єра відбулася у США на телеканалі «Disney Channel» 7 жовтня 2018 року.

## Сюжет
Події серіалу відбуваються за кілька років до подій фільму «Зоряні війни: Пробудження Сили». Серіал розповідає про пілота Казудо Ксіоно, якого найняв Опір, щоб шпигувати за зростаючою загрозою Верховного Порядку.

## Акторський склад і персонажі

### Головні герої
Ролі озвучували:
- Крістофер Шон[en] — Казудо Ксіоно
- Сьюзі МакГрат — Там Ривора
- Джош Бренер[en] — Нік
- Скотт Лоуренс[en] — Єґер
- Боббі Мойнихан[en] — Orka
- Мірна Веласко — Torra Doza
- Дональд Фейсон[en] — Hype Fazon
- Джим Раш — Флікс
- Рейчел Бутера — Лея Орґана
- Ліам Макінтайр — Командор Пайр
- Ді Бредлі Бейкер — Ґревел, Уґнот

### Запрошені актори
- Оскар Айзек — По Демерон
- Елайджа Вуд — Джейс Руклін
- Гвендолін Крісті — капітан Фазма
- BB-8

## Український дубляж
- Казудо Ксіоно — Олександр Солодкий
- Там Ривора — Ганна Кузіна
- Нік — Олександр Чернов
- Єґер — В'ячеслав Дудко
- Флікс — Павло Скороходько
- Командор Пайр — Микола Сирокваш
- Ґревел, Уґнот — Дмитро Бузинський

Мультсеріал дубльовано студією «Le Doyen» на замовлення компанії «Disney Character Voices International» у 2019 році.
- Режисерка дубляжу — Анна Пащенко

## Виробництво

### Розробка
22 лютого 2018, видання «/Film» повідомило, що компанія «Lucasfilm» зареєструвала назву англ. «Star Wars Resistance» як торгову марку для широкого переліку товарів і потенційного мультсеріалу.
26 квітня 2018 року було офіційно оголошено про роботу над мультсеріалом та анонсовано його дебют восени 2018 року. Творець серіалу — Дейв Філоні, режисер анімаційного фільму 2008 року «Зоряні війни: Війни Клонів» і однойменного мультсеріалу, творець, режисер та виконавчий продюсер мультсеріалу «Зоряні війни: Повстанці», а з 2017 року — голова компанії «Lucasfilm Animation». Філоні сказав, що на серіал вплинули аніме та досвід його діда у Другій світовій війні. Виробництво анімації доручили японській компанії «Polygon Pictures».
20 серпня Дейв Філоні заявив, що через свою зайнятість роботою над новими серіями «Війн клонів» він не буде напряму працювати над серіалом, а лише допомагатиме порадами команді сценаристів. Філоні порівняв свою роль у створенні серіалу з роллю Джорджа Лукаса у створенні «Війн Клонів».

### Кастинг
Одночасно з офіційним анонсом мультсеріалу було анонсовано, що Оскар Айзек та Гвендолін Крісті будуть озвучувати своїх персонажів (По Демерона та капітана Фазму відповідно). До них приєдналися Боббі Мойнихан, Крістофер Шон, Сьюзі МакГрат, Скотт Лоуренс, Мірна Веласко, Джош Бренер, Дональд Фейсон, Джим Раш і Рейчел Бутера. Також було підтверджено, що BB-8 з'явиться у серіалі.

### Рекламна кампанія
17 серпня вийшов трейлер серіалу, в якому було показано нових персонажів і стиль малювання. Трейлер отримав змішані відгуки від фанатів. Його розритикували за орієнтацію на молодшу аудиторію. Окрім того, трейлер отримав як критику, так і схвалення за стиль анімації, схожий на аніме. Станом на 20 серпня, трейлер отримав на 25 тисяч більше дизлайків, ніж лайків на «YouTube».

## Трансляція та випуск
Серіал дебютував у США на «Disney Channel» 7 жовтня 2018 року, а згодом — на «Disney XD» у всьому світі.
В Україні мультсеріал транслюється на телеканалі «НЛО TV» з 8 жовтня 2019 року.